# Pierre Espert de Sibra
Pierre Espert de Sibra, né le 25 février 1771 à Lagarde (Ariège), mort le 3 décembre 1835 à Balach, hameau de la commune de La Bastide-de-Bousignac (Ariège), est un général français de la révolution et de l’Empire.

## État des services
Il fut baron de l’Empire, colonel commandant le 102e régiment d'infanterie de ligne en 1809, général de brigade le 6 août 1811, commandeur de l'ordre royal de la Légion d'honneur le 29 mai 1825 et des Deux-Siciles, chevalier de Saint-Louis et de la Couronne de Fer.

## Famille
Pierre Espert de Sibra avait deux frères, également nés en Ariège et militaires français :
- le baron Jean-Baptiste Espert de Latour, né le 1er juillet 1764 à Sibra, dans la commune de Lagarde (Ariège) , et mort le 13 octobre 1815 à Saint-Quentin-la-Tour (Ariège) ;
- le chevalier Jean-Marc Espert de Bulach, né le 29 août 1774 à Lagarde (Ariège), mort le 11 mars 1835 à Sibra, dans la commune de Lagarde (Ariège), général français de la Révolution et de l’Empire.

## Sources
- (en) « Generals Who Served in the French Army during the Period 1789 - 1814: Eberle to Exelmans »
- Thierry Pouliquen, « Les généraux français et étrangers ayant servis [sic] dans la Grande Armée » (consulté le 17 octobre 2013)